# Equus ferus
Equus ferus este o specie din familia Equidae. Uniunea Internațională pentru Conservarea Naturii a clasificat această specie ca fiind amenințată cu dispariția.

## Taxonomie
E. ferus include trei subspecii: Equus ferus caballus, Equus ferus przewalskii și subspecia dispărută Equus ferus ferus.